# Augusta (Misuri)
Augusta es una ciudad ubicado en el condado de St. Charles en el estado estadounidense de Misuri. En el Censo de 2010 tenía una población de 253 habitantes y una densidad poblacional de 106,76 personas por km². Se encuentra a la orilla del río Misuri, cerca de su desembocadura en el Misisipi.

## Geografía
Augusta se encuentra ubicado en las coordenadas 38°34′6″N 90°52′50″O / 38.56833, -90.88056. Según la Oficina del Censo de los Estados Unidos, Augusta tiene una superficie total de 2.37 km², de la cual 2.37 km² corresponden a tierra firme y (0%) 0 km² es agua.

## Demografía
Según el censo de 2010, había 253 personas residiendo en Augusta. La densidad de población era de 106,76 hab./km². De los 253 habitantes, Augusta estaba compuesto por el 97.63% blancos, el 0% eran afroamericanos, el 1.19% eran amerindios, el 0.4% eran asiáticos, el 0% eran isleños del Pacífico, el 0% eran de otras razas y el 0.79% pertenecían a dos o más razas. Del total de la población el 0.79% eran hispanos o latinos de cualquier raza.